# Ike Charlton
Isaiah Charlton, detto Ike (Orlando, 6 ottobre 1977), è un ex giocatore di football americano statunitense che ha militato nel ruolo di linebacker nella National Football League (NFL) e nella Canadian Football League (CFL).

## Carriera
Charlton fu scelto nel secondo giro (52º assoluto) del Draft NFL 2000 dai Seattle Seahawks. Vi giocò per due stagioni dopo di che fece parte del roster dei Jaguars (2002), NY Giants (2003) e Raiders (2004). Svincolato dai Raiders nel settembre 2004, firmò con i New England Patriots per la stagione 2005.
Charlton in seguito firmò con i Winnipeg Blue Bombers della Canadian Football League il 13 ottobre verso la fine della stagione 2005 e, a parte un breve periodo con i Detroit Lions nell'estate 2007, vi rimase fino al 2010. Fu svincolato il 2 agosto 2010 e il 19 ottobre firmò con i Montreal Alouettes, con cui chiuse l'ultima stagione della carriera.